# Целебесская веерохвостка
Целебесская веерохвостка (лат. Rhipidura teysmanni) — вид воробьиных птиц из семейства веерохвостковых. Вид является  эндемиком острова Сулавеси (Целебес) в Индонезии. Это единственный вид веерохвосток на острове. 
Международный союз охраны природы (IUCN) присвоил виду охранный статус LC — «виды, вызывающие наименьшие опасения».

## Описание
Активная певчая птица рыжего цвета с длинным хвостом, который регулярно вздергивается и распускается веером. У нее коричневая верхняя сторона, рыжеватое крыло и в значительной степени рыжий хвост с более темной хорошо заметной полосой на конце. Голова коричневая, горлышко — белое, «брови» — ярко-рыжие. На груди — черное пятно на груди, живот-светлый.

## Местообитания и образ жизни
Местообитание этого вида — субтропические или тропические влажные низинные и горные леса. Встречается как одиночные особи, так и пары - от нижних до верхних слоев кроны деревьев. Часто - в смешанных стаях.
Как и остальные веерохвостки — насекомоядны.

## Песня
Песня представляет собой последовательность высоких, быстро нисходящих нот: «WIT--wit-dee-dee-de-doo-doo». Призывные звуки включают резкие, пронзительные «тзип» и «чью».

## Систематика
Этот вид является близкородственным и составляет комплекс видов со следующими Индонезийскими видами:
- рыжеспинной веерохвосткой (лат. R. opistherythra) — острова Танимбар,
- серамской веерохвосткой (лат. R. dedemi) — остров Серам,
- буруанской веерохвосткой[англ.] (лат. R. superflua) — остров Буру,
- палауской веерохвосткой (лат. R. lepida) — эндемиком Палау

Согласно официальным данным IOC для R. teysmanni выделяются 3 подвида:
- R. t. teysmanni	Büttikofer, 1892 — горы на юго-западе Целебеса
- R. t. toradja	Stresemann, 1931 — горы центральной и юго-восточной части Целебеса
- R. t. coomansi	van Marle, 1940 — горы на севере Целебеса (признан в 2022 году[7])